# نقره سولفات
نقره سولفات (به انگلیسی: Silver sulfate) با فرمول شیمیایی (Ag2SO4) یک ترکیب شیمیایی با شناسه پاب‌کم 159865 است. که جرم مولی آن 311.799 g/mol می‌باشد. شکل ظاهری این ترکیب، بلورهای بی‌رنگ است.